# Observatoire Steward
Pour les articles homonymes, voir Steward.
L’observatoire Steward est la section de recherche du département d'astronomie de l'université de l'Arizona. Ses bureaux sont situés sur le campus de l'université à Tucson en Arizona (États-Unis). Fondé en 1916 l'observatoire ne possédait qu'un unique bâtiment ; depuis lors il fait fonctionner, en partenariat ou non, cinq télescopes sur cinq sommets montagneux différents de l'Arizona, un autre au Nouveau-Mexique et un autre au Chili. Il a fourni des instruments pour trois télescopes spatiaux différents et de nombreux autres terrestres. L'observatoire Steward est également l'un des rares établissements au monde qui peut concevoir et réaliser les très grands miroirs primaires des télescopes construits durant la dernière décennie.

## Historique
L'observatoire Steward est créé en 1916 par son premier directeur, Andrew Ellicott Douglass, grâce à un legs de 60 000 USD fait par Lavinia Steward en mémoire de son défunt mari, Henry B. Steward. Le bâtiment d'origine, situé dans un champ sur le côté est du campus, a été achevé en 1923.

## Observatoires
L'observatoire Steward dirige trois points d'observation différents dans le sud de l'Arizona :
- L'observatoire international du Mont Graham,
- L'observatoire du mont Lemmon sur le mont Lemmon,
- La station Catalina sur le Mont Bigelow.

L’observatoire gère également les télescopes de deux autres observatoires d’importance, l'observatoire de Kitt Peak et l'observatoire Fred Lawrence Whipple sur le mont Hopkins. Il fait partie d'un partenariat pour le Sloan Digital Sky Survey-III à l'observatoire d'Apache Point au Nouveau-Mexique et entretient un observatoire pour les étudiants sur la colline de Tumamoc (en) à environ 5 km à l'est du campus. Le bâtiment d'origine de l'observatoire à Tucson n'est plus utilisé que pour l'accueil du public.
L'observatoire radio de l'Arizona, une filiale de l'observatoire Steward, fait fonctionner un radiotélescope à l'observatoire international du Mont Graham et un autre à l'observatoire de Kitt Peak.
L'observatoire Steward participe à trois projets internationaux. Il est membre des projets des télescopes jumeaux Magellan à l'observatoire de Las Campanas au nord du Chili. Il est également membre de deux projets prévus pour la même région : le Large Synoptic Survey Telescope et le télescope géant Magellan, une nouvelle génération de télescope extrêmement grand. L'observatoire Steward possède un laboratoire spécialisé dans la fabrication et la finition de miroirs, laboratoire qui a réalisé les miroirs pour ces deux télescopes et a également fabriqué les deux miroirs de Magellan.

## Groupes de recherche
Le Richard F. Caris Mirror Lab, situé sous le côté est de l'Arizona Stadium a permis des innovations dans le domaine de la fabrication des miroirs de grand diamètre, notamment le spin-casting ou coulée par centrifugation de miroirs allégés en nid d'abeille dans un four rotatif (en) et la technique de polissage dite stressed-lap polishing. Le laboratoire des miroirs F. Caris a achevé le deuxième miroir pour le Large Binocular Telescope en septembre 2005. Il a également réalisé les miroirs primaire et tertiaire de 8,4 m de diamètre pour le Large Synoptic Survey Telescope. En mars 2021, il s'apprêtait à couler le sixième des 7 miroirs primaires hors d'axe du télescope géant Magellan.
Le laboratoire de détection infrarouge (Infrared Detector Laboratory) a construit la caméra proche infrarouge et Spectromètre multi-objets (NICMOS), un instrument du télescope spatial Hubble et le Photomètre à imagerie multibande (MIPS), un instrument du télescope spatial Spitzer. Pour le télescope spatial James-Webb, le laboratoire a aussi développé une caméra proche infrarouge (NIRCam) et a aidé à construire l'instrument mi-IR (MIRI (en)). Ces deux instruments ont été livrés à la NASA, le lancement a eu lieu en décembre 2021.
D'autres groupes comprennent le Center for Astronomical Adaptive Optics (CAAO), l'Imaging Technology Laboratory (ITL), le Steward Observatory Radio Astronomy Laboratory (SORAL) et un laboratoire d'astrochimie et de spectroscopie.